# کتاب جنگل ۲
کتاب جنگل ۲ (انگلیسی: The Jungle Book 2) فیلمی در ژانر موزیکال و ماجراجویی است که در سال ۲۰۰۳ منتشر شد.

## بازیگران
- هالی جوئل آزمنت
- جان گودمن
- می ویتمن
- آنتونی جی
- جان ریس-دیویس
- جیم کامینگز
- فیل کالینز